# Gerardo Romero
Gerardo Romero fue un político peruano. 
Fue elegido diputado por la provincia de Abancay entre 1872 y 1876 durante el gobierno de Manuel Pardo. 
En función de la creación del departamento de Apurímac en 1873, desde 1874 fue considerado diputado por el departamento de Apurímac.